# De munitionibus castrorum
De munitionibus castrorum (Sulle fortificazioni degli accampamenti) è un'opera in lingua latina di un autore sconosciuto, tradizionalmente attribuita ad Igino Gromatico (per questo l'autore è convenzionalmente chiamato "Pseudo-Igino").
L'opera rappresenta la più particolareggiata descrizione di un accampamento romano (castra) e della sua costruzione. Fu scritta, ormai lo si sa con certezza, al tempo delle guerre marcomanniche di Marco Aurelio (fine del II secolo).
(De munitionibus castrorum, 30.)
Si aggiunga che lo scritto a noi pervenuto faceva parte sicuramente di un'opera di più ampio respiro sull'esercito romano, come lo stesso autore suggerisce all'inizio: «Mostriamo ora la disposizione delle tende delle coorti, in precedenza già descritte». La perizia con cui vengono descritte le strutture, le distanze e dimensioni delle singole parti dell'accampamento, suggerisce che l'ignoto scrittore fosse un militare di professione, probabilmente un comes dell'Imperatore Marco Aurelio. Se così fosse, uno dei possibili candidati potrebbe essere l'allora prefetto del pretorio, Publio Tarutieno Paterno, scrittore di diritto e tattica militare, che in precedenza era stato anche segretario ab epistulis latinis dello stesso Marco Aurelio.